# さよならじゃない
「さよならじゃない」は、Something ELseの7枚目のシングル。

## 解説
この曲は前シングル「ラストチャンス」同様、日本テレビ系雷波少年の『雷波少年系ラストチャンス』でメンバーの3人が1つの部屋にこもって作成した曲である。
“ラストチャンス”シングル候補曲の3曲に選ばれ、結局「Give me a chance（仮題）」が採用された為に一度はお蔵入りしたが、メンバーの強い思い入れやシングル化の要望も多く、「ラストチャンス」に続くシングルとして発表された。
日本テレビ系「'99 劇空間プロ野球」イメージソング。これに先立ち、3人がこの曲を長嶋茂雄に聴かせたことがあった。

## 収録曲
1. さよならじゃない
作詞・作曲：Something ELse、編曲：森俊之
2ndアルバム『ギターマン』、ベスト・アルバム『TICKET』に収録
2. どこまでも遠くへ
作詞・作曲：今井千尋、編曲：白井良明・Something ELse
3. さよならじゃない（backing track）